# Alan Feduccia
Alan Feduccia, né le 25 avril 1943, est un paléo-ornithologue américain spécialisé dans la phylogénie et l'histoire évolutive des oiseaux. Il est titulaire d'une chaire à l'université de Caroline du Nord à Chapel Hill.

## Biographie
Publié à de nombreuses reprises par des revues de biologie ou ornithologiques, il a également écrit deux ouvrages de vulgarisation The Age of Birds, ce qui signifie « L'âge des oiseaux » et The Origin and Evolution of Birds, c'est-à-dire « L'origine et l'évolution des oiseaux ». Feduccia est surtout connu pour s'opposer à la théorie pourtant largement répandue selon laquelle les lignées des oiseaux et celles des dinosaures théropodes sont étroitement imbriquées voire communes. Selon lui, les oiseaux et les théropodes ne partagent qu'un petit ancêtre archosaurien arboricole du Trias.